# Hágöngur (Flateyjardalsheiði)
Die Hágöngur sind Berge östlich der Flateyjardalsheiði in Nordisland.

## Geographie
Sie befinden sich zwischen der Bucht Skjálfandi und dem Eyjafjörður im Bezirk Suður-Þingeyjarsýsla.
Diese Berge haben auch die Namen Bakrangi oder Galti, je nachdem, aus welcher Richtung man auf sie sieht.
Westlich unterhalb von ihnen befindet sich der aufgegebene Hof Knarrareyri á Flateyjardal.